# Szełuchowo (stacja kolejowa)
Szełuchowo (ros. Шелухово) – stacja kolejowa w miejscowości Szełuchowo, w rejonie szyłowskim, w obwodzie riazańskim, w Rosji. Położona jest na linii Moskwa – Riazań – Samara.

## Historia
Stacja powstała w XIX w. pomiędzy stacjami Pronia i Szyłowo.